# Poppin'
Poppin' è un album di Hank Mobley, pubblicato dalla Blue Note Records nel 1980. Il disco fu registrato il 20 ottobre del 1957 al Rudy Van Gelder Studio di Hackensack, New Jersey (Stati Uniti).

## Tracce
Lato A
1. Poppin' – 6:30 (Hank Mobley)
2. Darn That Dream – 6:08 (Eddie De Lange, James Van Heusen)
3. Gettin' into Something – 6:30 (Hank Mobley)

Lato B
1. Tune Up – 10:51 (Miles Davis, Eddie Vinson)
2. East of Brooklyn – 6:08 (Hank Mobley)

## Musicisti
- Hank Mobley - sassofono tenore
- Pepper Adams - sassofono baritono
- Art Farmer - tromba
- Sonny Clark - pianoforte
- Paul Chambers - contrabbasso
- Philly Joe Jones - batteria